# Synarmadillo albinotatus
Synarmadillo albinotatus är en kräftdjursart som beskrevs av Gustav Budde-Lund 1908A. Synarmadillo albinotatus ingår i släktet Synarmadillo och familjen Armadillidae. Inga underarter finns listade i Catalogue of Life.